# Генріх Немирич
Ге́нріх Неми́рич  (1757 Горбаків — після 1802) — руський (український) шляхтич з роду Немиричів, гербу Клярми.

## Відомості
Генріх-Кароль Немирич син Бонавентури Немирича — старости новоселецького та шляхтянки Анґели (Гелени) Кжицької. Народився на Волині в селі Горбаків 1757 року. Мав чималі володіння у Волинському та Київському воєводствах.
Генріх Немирич постає «героєм» завдяки оповіданню знаного історика, письменника та ревного католика Яна Охоцького. Його захопливий сюжет розповідає читачу про те, як молодий шляхтич поїхав навчатися до Парижу, де захопився вченнями французького просвітителя Вольтера. Закінчивши навчання Генріх повернувся на батьківщину й відкрито почав проповідувати його матеріалістичні та атеїстичні погляди на Волині. Під час однієї з таких проповідей біля Крупського костелу близько 1785 року був осуджений людьми, за що згодом проти нього було відкрито провадження в духовній консисторії. Вирок луцького консистору був суворим: «витягнути й відрізати язика, подрати в три ремені, тіло четвертувати й розкидати по полям». Пізніше справу було передано ще й до луцького ґродського суду, її взяв під свій особистий контроль луцький скарбник та ревний католик Єжи Фальковський. Після цього Генріх Немирич був змушений виїхати за кордон, спочатку до Німеччини, а звідти до Голландії. Там служив у флоті й отримав звання старшого поручника. Приблизно 1805 року повернувся на Волинь і жив у Коростовій у свого родича, шляхтича Лукаша Лажнинського. За словами автора, втративши увесь спадок та сильно випиваючи, Генріх Немирич помер у корчмі під лавкою і був похований у селі Тайкури. Там йому поставили особливий пам'ятний надгробок як приклад іншим єретикам і безбожникам.
У своєму оповіданні Ян Охоцький, на противагу заможному шляхтичу «атеїсту» Генріху Немиричу, змальовує справжнім лицарем та поборником католицької віри луцького скарбника та ревного католика Єжи Фальковського. Також під завершення свого оповідання, автор ніби наперед виправдовує себе, що історія ця є правдивою. Всі персонажі у даному оповіданні є реальними історичними постатями та відповідають приблизній хронології свого життя. Однак дане оповідання є практично єдиною згадкою про цю історію. В джерелах він фігурує як власник села Рясники під 1799 роком, а наступного 1800 року ним вже володів згаданий Яном Охоцьким родич — Лукаш Лажнинський. У 1802 році передавав у власність третю частину сіл Борщівка та Любашка для Людвика Чарнецького.